# Salem (Baden-Württemberg)
Salem è un comune tedesco di 11 218 abitanti, situato nel land del Baden-Württemberg.